# Stora Rörsjön
Stora Rörsjön är en sjö i Älvdalens kommun i Dalarna och ingår i Dalälvens huvudavrinningsområde. Sjön har en area på 1,01 kvadratkilometer och ligger 896 meter över havet. Sjön avvattnas av vattendraget Stora Njupån. Vid provfiske har elritsa och röding fångats i sjön.

## Delavrinningsområde
Stora Rörsjön ingår i det delavrinningsområde (683790-133365) som SMHI kallar för Utloppet av Stora Rörsjön. Medelhöjden är 912 meter över havet och ytan är 5,26 kvadratkilometer. Räknas de 3 avrinningsområdena uppströms in blir den ackumulerade arean 17,13 kvadratkilometer. Stora Njupån som avvattnar avrinningsområdet har biflödesordning 4, vilket innebär att vattnet flödar genom totalt 4 vattendrag innan det når havet efter 530 kilometer. Avrinningsområdet består mestadels av kalfjäll (70 procent). Avrinningsområdet har 1,09 kvadratkilometer vattenytor vilket ger det en sjöprocent på 20,6 procent.